# Qusai Abu Alieh
Qusai Abu Alieh (Amán, Jordania; 20 de diciembre de 1978) es un exfutbolista de Jordania que jugaba en la posición de centrocampista.

## Carrera

### Club
| Periodo   | Club             |
| --------- | ---------------- |
| 1996–2010 | Al-Faisaly Amman |
| 2011–2012 | Al Jazira Ammán  |
| 2012–2013 | Al-Yarmouk FC    |
| 2013–2014 | Al-Faisaly Amman |

### Selección nacional
Jugó para Jordania en 55 ocasiones de 2003 a 2010 y anotó un gol, el cual fue en la victoria por 3-1 ante Irak el 25 de junio de 2004 en Teherán por el Campeonato de la WAFF 2004. Participó en tres ediciones del Campeonato de la WAFF y en la Copa Asiática 2004.

## Logros
- Liga Premier de Jordania (6): 1999, 2000, 2001, 2002–03, 2003–04, 2009–10
- Copa de Jordania (7): 1998, 1999, 2001, 2002–03, 2003–04, 2004–05, 2007–08
- Copa FA Shield de Jordania (3): 1997, 2000, 2009
- Supercopa de Jordania (4): 1996, 2002, 2004, 2006
- Copa AFC (2): 2005, 2006